# Miny
Miny – wieś w Polsce położona w województwie świętokrzyskim, w powiecie włoszczowskim, w gminie Secemin przy drodze wojewódzkiej nr 786.
W latach 1975–1998 Miny położone były w województwie częstochowskim.

## Historia
W wieku XIX  wieś opisano jako  osadę i pustkowie tej nazwy w powiecie włoszczowskim gminie Secemin, parafii Czarnca. 
W spisie miast, wsi, osad Królestwa Polskiego z roku 1827  występują Jezioro i Miny, które posiadały łącznie 4 domy i 25 mieszkańców.